# Gare de Boulogne-Ville
Gare de Boulogne-Ville – główny dworzec kolejowy w Boulogne-sur-Mer, w departamencie Pas-de-Calais, Hauts-de-France.
Stacja została otwarta w 1962 roku. Należy do Société nationale des chemins de fer français (SNCF), obsługiwana jest przez pociągi TGV, TERGV, Intercités i TER Nord-Pas-de-Calais.

## Historia
Pierwotny dworzec został wybudowany w 1855 roku i był usytuowany w dzielnicy Capécure na lewym brzegu Liane, w pobliżu terminalu promowego. Został zniszczony w czasie II wojny światowej i odbudowany 2 km od centrum miasta i otwarty 28 czerwca 1962.
Aż do 1994 roku, kiedy otwarto LGV Nord (TGV Paryż-Lille-Calais), stacja  Boulogne odgrywała ważną rolę ponieważ prawie wszystkie pociągi kursujące do Anglii przejeżdżały przez Boulogne.
W 2000 r. uruchomiono pierwsze regionalne szybkie połączenie we Francji (TERGV) z Boulogne-Lille przez Calais (czas podróży 55 minut). Dziś to połączenia zostało rozszerzone do Rang-du-Fliers - Verton w jednym kierunku i Paris-Nord w drugim.
Do czerwca 2007 r., kursował pociągi Corail na linii: Boulogne - Amiens - Laon - Reims. Linia ta była dostępna dla szkół, które chciały odwiedzić centrum Nausicaá.